# Ernst Pündter
Ernst Theodor Martin Pündter  (* 23. Mai 1884 in München; † 21. Dezember 1929 in Bremen) war ein deutscher Schauspieler, Theaterleiter, Regisseur und Hörspielsprecher, sowie Sendeleiter der Nebenstelle Bremen der Nordischen Rundfunk AG (NORAG).

## Biografie
Pündter war der Sohn des bayerischen Premierleutnant a. D. Franz Xaver Martin Gustav Ludwig Emil Pündter und dessen Ehefrau Carolina Maria Auguste, geborene Sauer, beide protestantischen Glaubens. Seinen älteren Bruder Karl Pündter zog es ebenfalls 1924 nach Hamburg zur neugegründeten Nordischen Rundfunk AG, wo beide auch oft gemeinsam bei den frühen Hörspielen (damals Sendespiele genannt) als Sprecher und Regisseure mitwirkten.
Pündter besuchte das Gymnasium in München und studierte Neuphilologie an der Universität München. Er promovierte 1912 zum Dr. phil. 1907 wurde er Schauspieler und trat an verschiedenen kleineren Bühnen auf. Im Ersten Weltkrieg war er Soldat und leitete von 1918 bis 1919 ein Armeetheater. Danach war er an verschiedenen Theatern in Lettland, Rumänien und Siebenbürgen tätig.
Im Sommer 1924 kam er zur Nordischen Rundfunk A.G. (NORAG) in Hamburg. Er übernahm 1925 die künstlerische Leitung und im Januar 1926 die Leitung der neu gegründeten Nebenstelle Bremen der NORAG, aus der dann später Radio Bremen wurde. Der Bremer Sender war zuerst im Gebäude Am Markt 14 untergebracht und ab 1927 in der Stadtwaage in der Langenstraße untergebracht. In seiner Zeit blieb die enge Bindung an die NORAG bestehen.

## Hörspiele (Auswahl)

### Nur Regie
- 1925: Wilhelm Meyer-Förster: Alt-Heidelberg
- 1925: Gerhart Hauptmann: Hanneles Himmelfahrt
- 1925: Johann Nestroy: Der böse Geist Lumpacivagabundus oder Das liederliche Kleeblatt (keine Sprecher angegeben)
- 1926: Johann Wolfgang von Goethe: Jery und Bätely
- 1926: Johann Michael Ranke: Dubbelschopskopp (Regie zusammen mit Walter Ries)
- 1926: Ferdinand Oesau: Hein Butendörp sin Bestmann (Regie zusammen mit Walter Ries) (Übertragung aus Bremen)

### Regie und Sprecher
- 1925: Maurice Maeterlinck: Der Eindringling
- 1925: Oscar Blumenthal, Gustav Kadelburg: Im weißen Rössl
- 1925: Brandon Thomas: Charleys Tante
- 1925: Ludwig Thoma: Erster Klasse
- 1925: Ludwig Fulda: Jugendfreunde (2 Live-Sendungen)
- 1925: Johann Nestroy: Lumpazi Vagabundus
- 1926: Gerhart Hauptmann: Die versunkene Glocke. Ein deutsches Märchendrama
- 1927: Anton Tschechow: Der Bär
- 1927: Gerhart Hauptmann: Der Biberpelz. Eine Diebeskomödie
- 1927: Lothar Schmidt: Das Kleinod
- 1927: Heinrich von Kleist: Der zerbrochne Krug
- 1927: Molière: Sganarelle
- 1927: Anton Wildgans: Armut
- 1928: Walter Harlan: zum 60. Geburtstag des Dichters: Jahrmarkt in Pulsnitz. Lustspiel in drei Akten.

### Nur Sprecher
- 1925: Wilhelm Meyer-Förster: Alt Heidelberg – Regie: Hermann Beyer
- 1925: Friedrich Schiller: Maria Stuart – Regie: Hermann Beyer
- 1925: Gustav Freytag: Die Journalisten – Regie: N. N.
- 1926: Arthur Schnitzler: Der junge Medardus – Regie: Hermann Beyer
- 1926: Gerhart Hauptmann: Die versunkene Glocke. Ein deutsches Märchendrama – Regie: Hans Bodenstedt
- 1927: Friedrich Schiller: Maria Stuart – Regie: Hans Bodenstedt
- 1927: Molière: Tartüff – Regie: Harald Röbbeling
- 1927: Karl Schönherr: Der Weibsteufel – Regie: Hans Bodenstedt
- 1927: Franz Grillparzer: Medea - Regie: Harald Röbbeling
- 1927: Ludwig Anzengruber: Die Kreuzelschreiber -
- 1927: Otto Ernst: Flachsmann als Erzieher – Regie: Hermann Beyer
- 1927: Eberhard König: Gevatter Tod. Ein Märchen von der Menschheit – Regie: Hermann Beyer
- 1927: Ludwig Fulda: Jugendfreunde – Regie: Hermann Beyer
- 1928: Maxim Gorki: Nachtasyl – Regie: Hermann Beyer
- 1928: Ferdinand Raimund: Alpenkönig und Menschenfeind – Regie: Alfred Braun
- 1928: Emil Rosenow: Kater Lampe - Regie: Karl Pündter
- 1928: Curt Goetz: Hokuspokus – Regie:Karl Pündter
- 1929: Kurt Küchler: Sommerspuk - Regie: Hans Bodenstedt
- 1929: Karl Schönherr: Glaube und Heimat - Regie: Hans Bodenstedt
- 1929: Justus Leo: Die tiefe Nacht - Regie: Hans Freundt (Original-Hörspiel)